# 寧陽號巡防艦
寧陽號飛彈巡防艦（舷號：FFG-938），為濟陽級巡防艦的七號艦，為中華民國海軍在1990年代初向美國海軍租借之諾克斯級巡防艦艾爾文號經過後續改良而成，隸屬海軍一六八艦隊。理論上雖然有租約到期問題，實務上有簽訂租約簽訂若干年後可以買斷方式處理的條款，所謂的租約只是避免政治衝擊的一種折衷作法，目前的寧陽號屬於中華民國財產，同樣的手段在中和級戰車登陸艦的取得上也如出一轍。寧陽艦的設計以遠洋反潛能力著稱，因此母港設於蘇澳港，在中華民國海軍服役以來主要負擔台灣東北部至東部海域的巡防任務。
由於是種以專業反潛艦為設計導向的艦艇，不可避免地得犧牲掉一些功能，尤其防空武力為甚，僅有一門Mk 42 127毫米54倍徑艦炮與一座MK 15方陣近迫武器系統充當自衛之用。在配備武進三型戰鬥系統的陽字號驅逐艦除役後，中華民國海軍將武三系統及標準一型飛彈重新安裝到寧陽軍艦上，彌補對空能力之不足，並在定期保養時完成改裝。
目前濟陽級仍是中華民國海軍唯一同時配備大型低頻聲納及拖曳聲納陣列之艦種，完整反潛機能無出其右，目前美軍也找不到具備同等機能的相等噸位艦種取代。

## 艦史

### 服役史
1998年4月29日美國將艾爾文號移交中華民國海軍，1999年10月18日寧陽軍艦正式服役。
2007年中旬寧陽軍艦完成「武三化」工程改裝。
2024年寧陽軍艦展開大修工程後，中華民國海軍不再對其餘同級艦進行大修，寧陽艦於2025年1月完成大修，嗣後重返艦隊服役，而原接在寧陽艦後屆大修期的蘭陽軍艦於同月23日於高雄辦理除役典禮，成為第三艘除役之同級艦。

### 歷任艦長
蒲澤春上校

## 圖庫

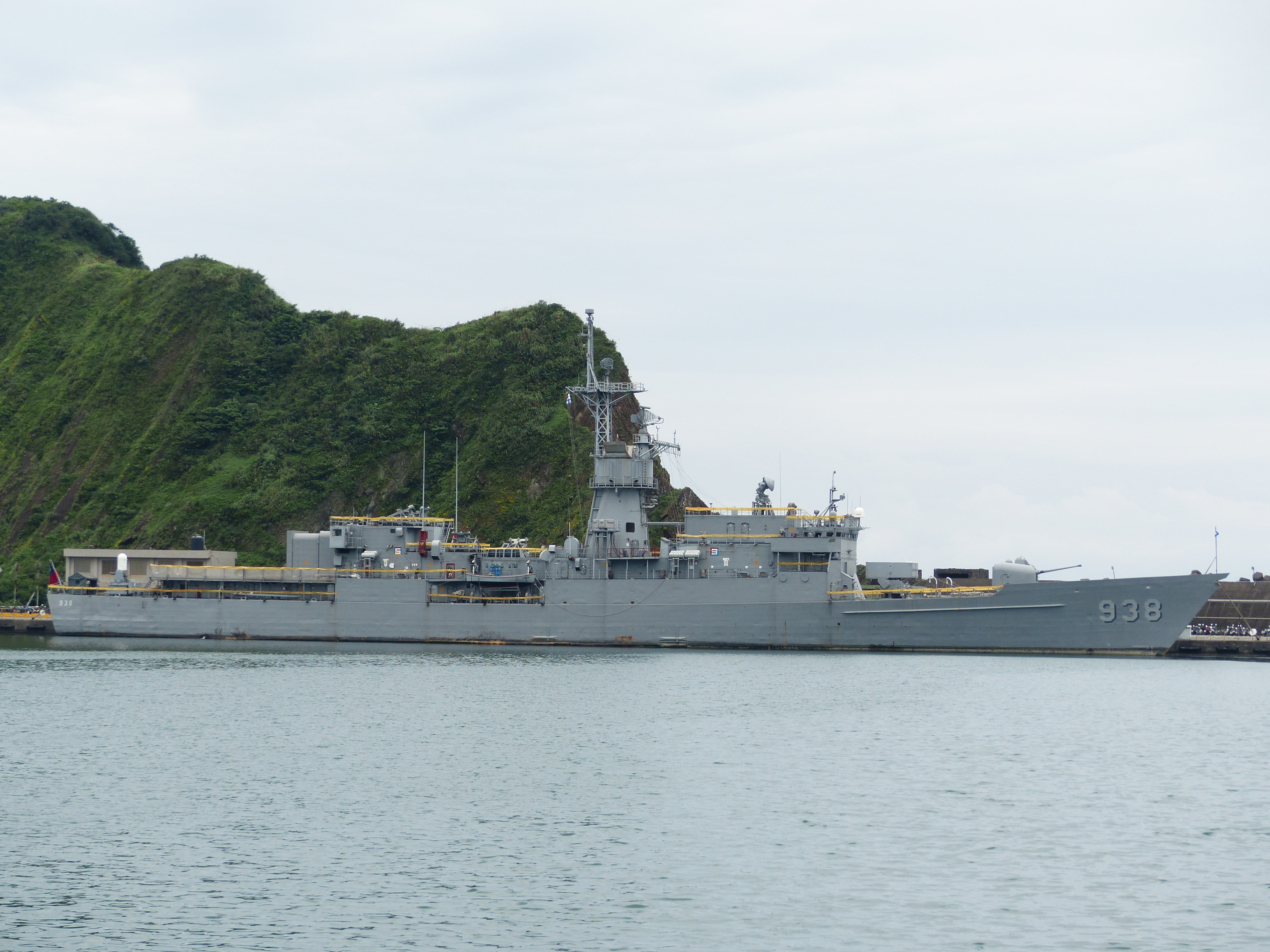
停泊於中正軍港碼頭2號碼頭的寧陽軍艦。
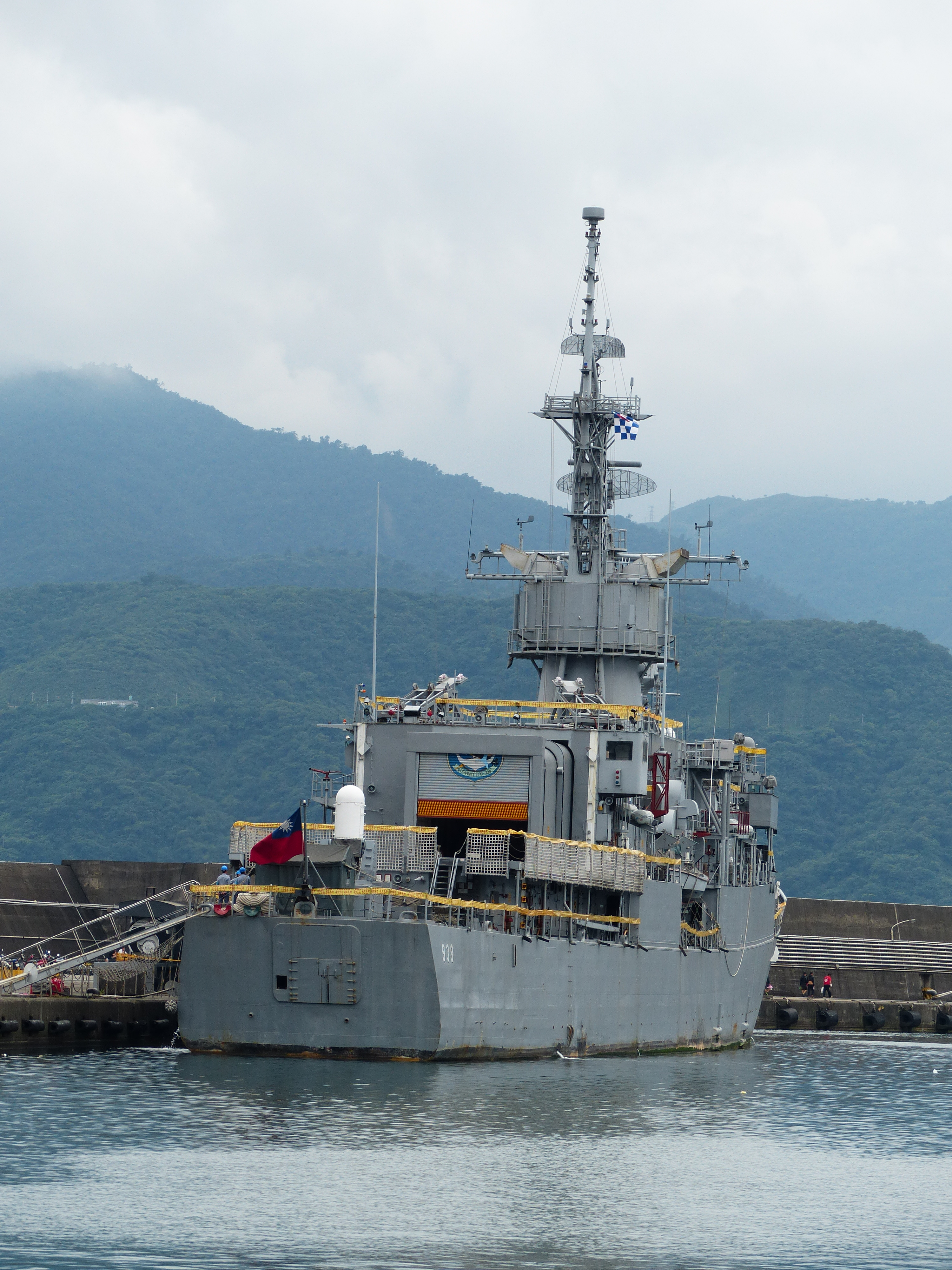
停泊於中正軍港碼頭的寧陽軍艦艦尾。
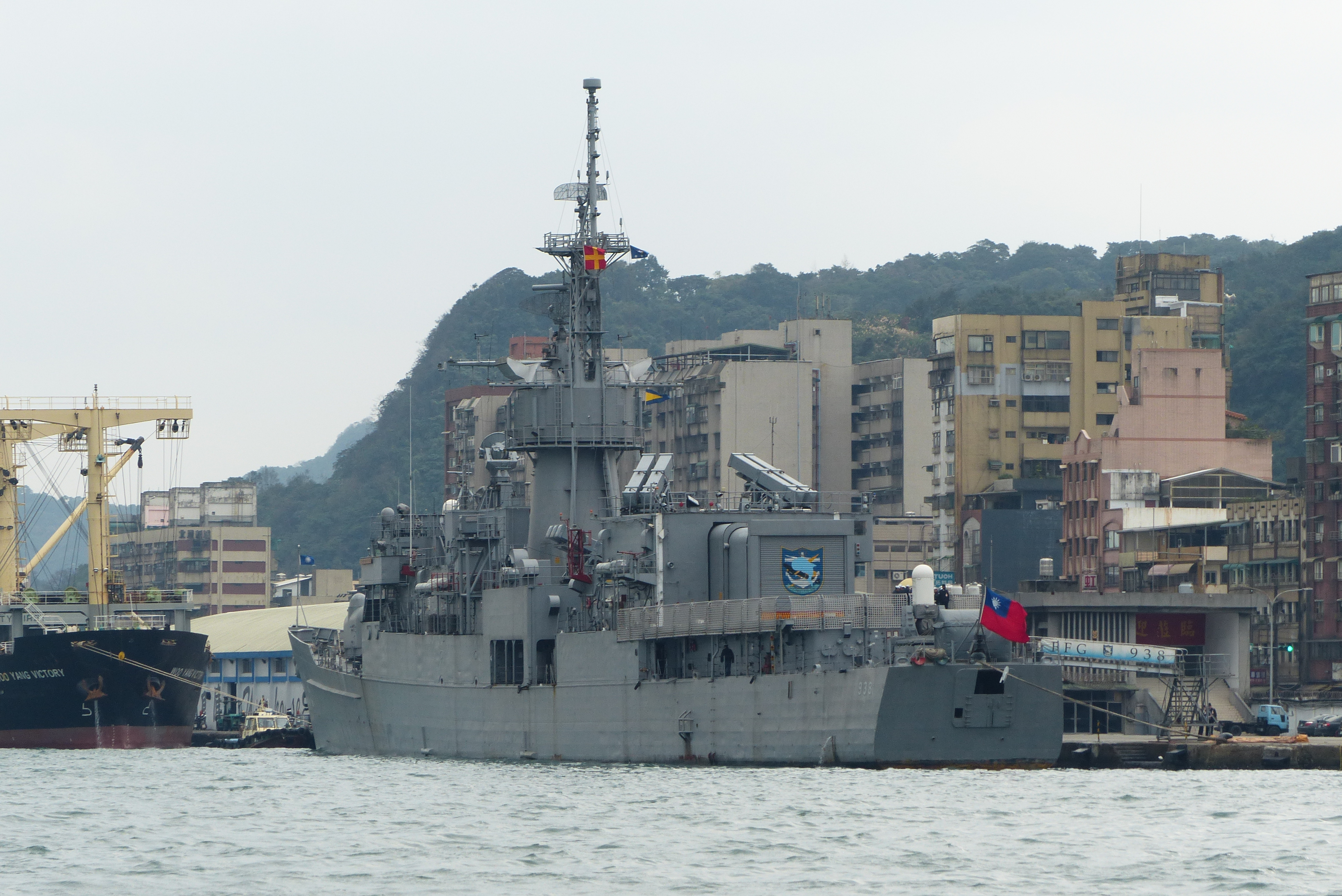
停泊於基隆港東6號碼頭的寧陽軍艦左舷後方，攝於熱海壹號遊艇。
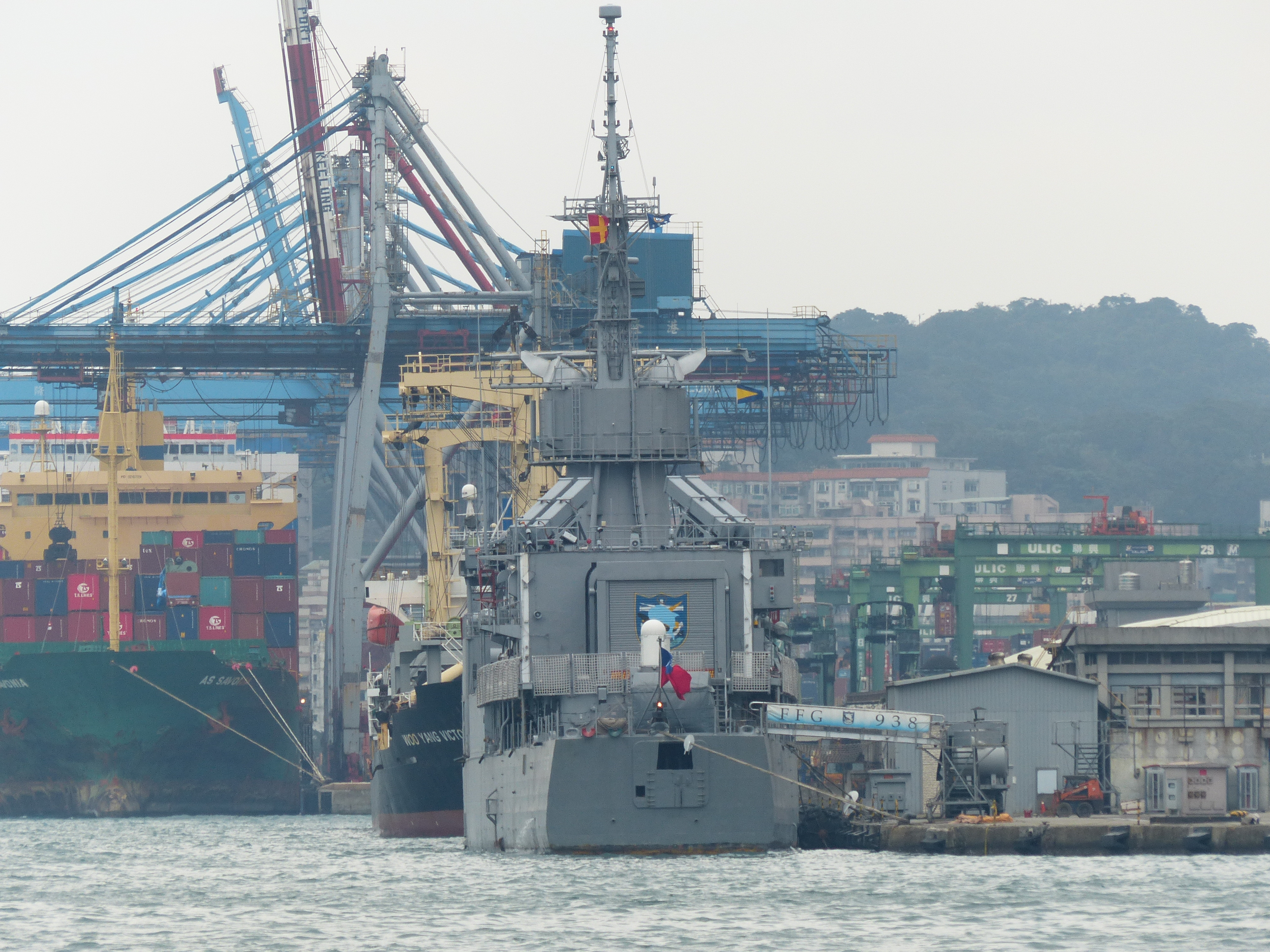
停泊於基隆港東6號碼頭的寧陽軍艦後方。
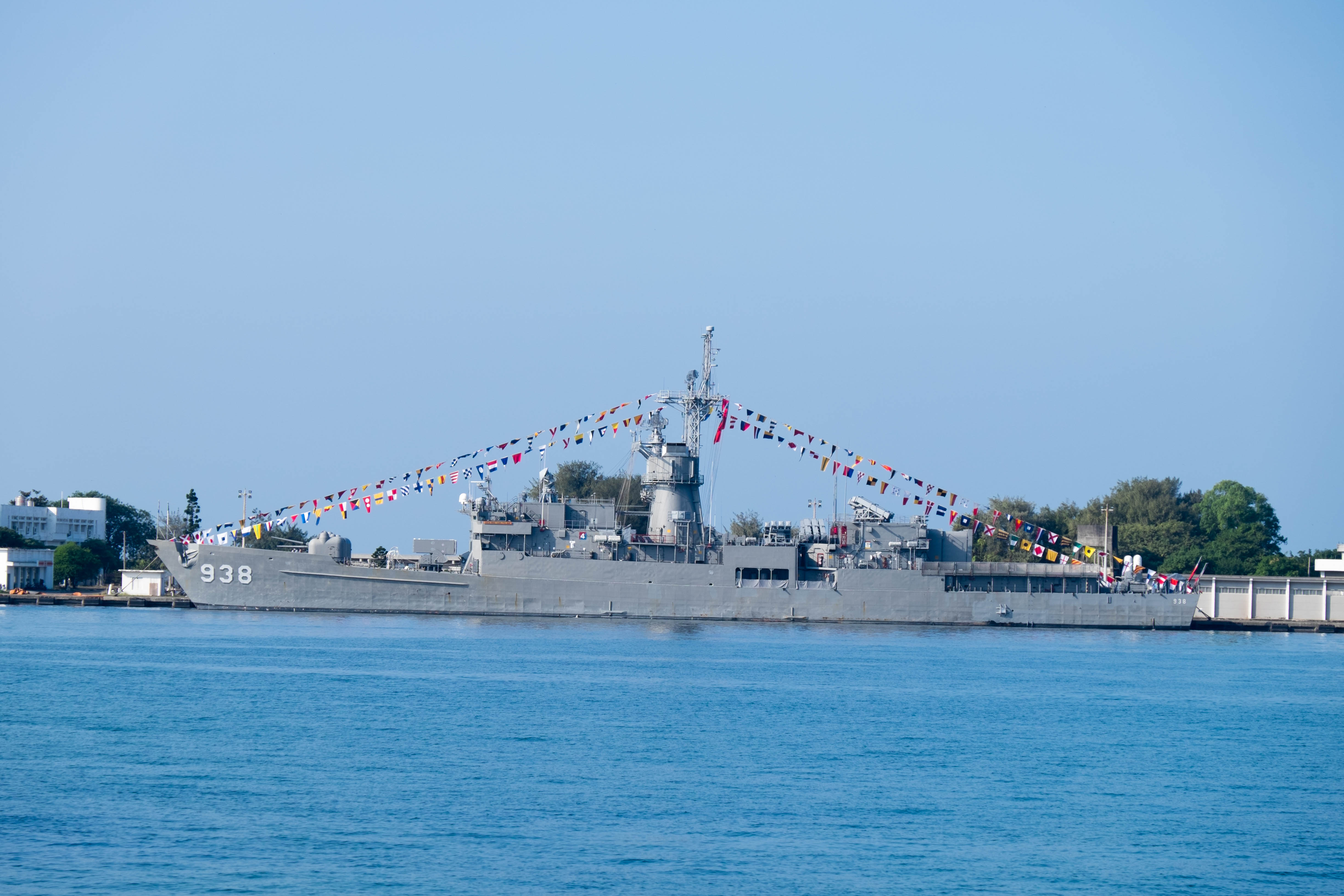
寧陽軍艦與另一艘同型艦（艦名待考）並泊於左營軍港西碼頭，攝於2014年營區開放活動。

## 資料來源
1. 1 2 3 4 5 6  . 上報快訊. 2019年5月30日  [2019年5月30日]. （原始内容存档于2021年3月10日）.
2. ↑  今日新聞. . 今日傳媒. 2014-07-08  [2014-07-08]. （原始内容存档于2014-07-12） （中文（臺灣））.
3. ↑  美售台軍艦案 美媒關注 （页面存档备份，存于），聯合新聞網，2014年12月20日
4. ↑  採購另兩艘舊派里 海軍鬆口會審慎考量 （页面存档备份，存于），聯合新聞網，2014年12月20日
5. . 中央通訊社. 2013年2月16日  [2013年8月21日]. （原始内容存档于2013年3月26日） （中文（臺灣））.

## 外部連結
- （繁體中文）中華民國海軍>>軍艦艦史>>現役軍艦>>濟陽級飛彈巡防艦[]